# Peralta (Nouveau-Mexique)
Pour les articles homonymes, voir Peralta.
Peralta est une localité américaine située dans le Comté de Valencia, au Nouveau-Mexique. Selon le recensement de 2010, sa population est de 3 660 habitants.